# 高島田

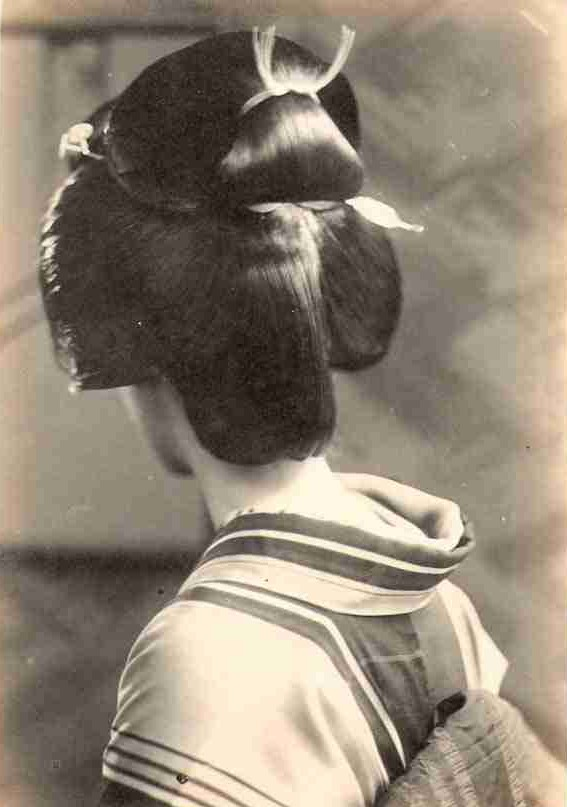
高島田

高島田（たかしまだ）は、根元を高く仕立てた島田髷の一種。奴島田とも。また高髷島田（たかまげしまだ）や単に高髷（たかまげ）とも。
島田の変形のうちでは比較的早くに誕生し最も格の高いもので、基本的に特に根が高いものは武家の女性に結われたが、町娘や京阪では芸妓遊女にも好んで結われた。現在でも最も根が高い文金高島田が花嫁に結われる。

## 高島田いろいろ
普通、高島田は髷の根に巻く丈長の幅の広さで分類する。
1. 文金高島田：最も根が高く上品な形。現在も花嫁が結う。「文金」とは文字金（元文小判）を指し、この時の貨幣改鋳により物価の急激な高騰を見たことに例えて名付けられた[2]。
2. 高島田：上流武家の女性が結ったもの。正式な儀式の場には必ずと言っていいほどこれを結う。
3. 中高島田：やや髷も小ぶりで高島田よりも少し身分の低い未婚の女性が結う。京阪では中流以下の女性にも広く結われた。
4. 芸妓島田：根元に丈長を巻かないもの。京都の芸妓が改まった場で結う。

髪飾りによって判別するものもある。
- 高結綿：高島田に鹿の子を巻きつけたもの。高島田より可憐な感じ。
- 禿島田：禿（かむろ）の髪型。
- 奴島田：京風の高島田。

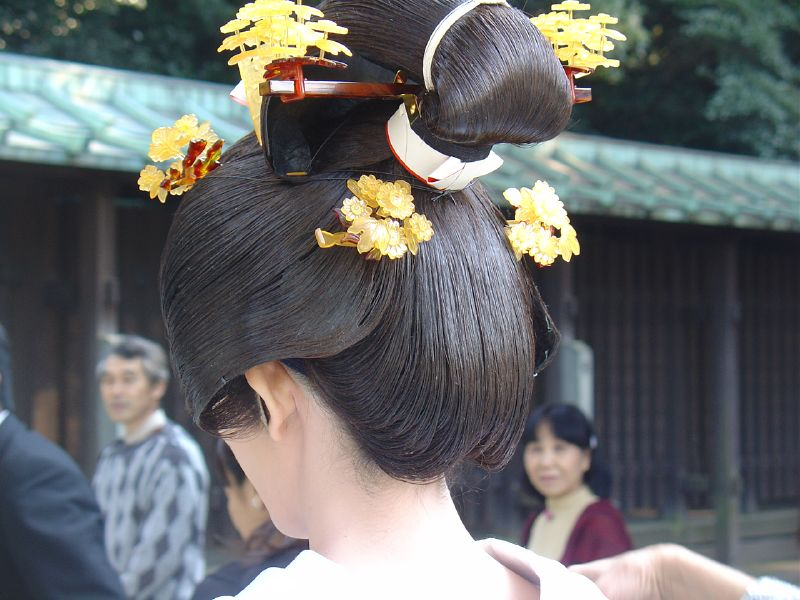
花嫁の文金高島田（2003年・明治神宮）
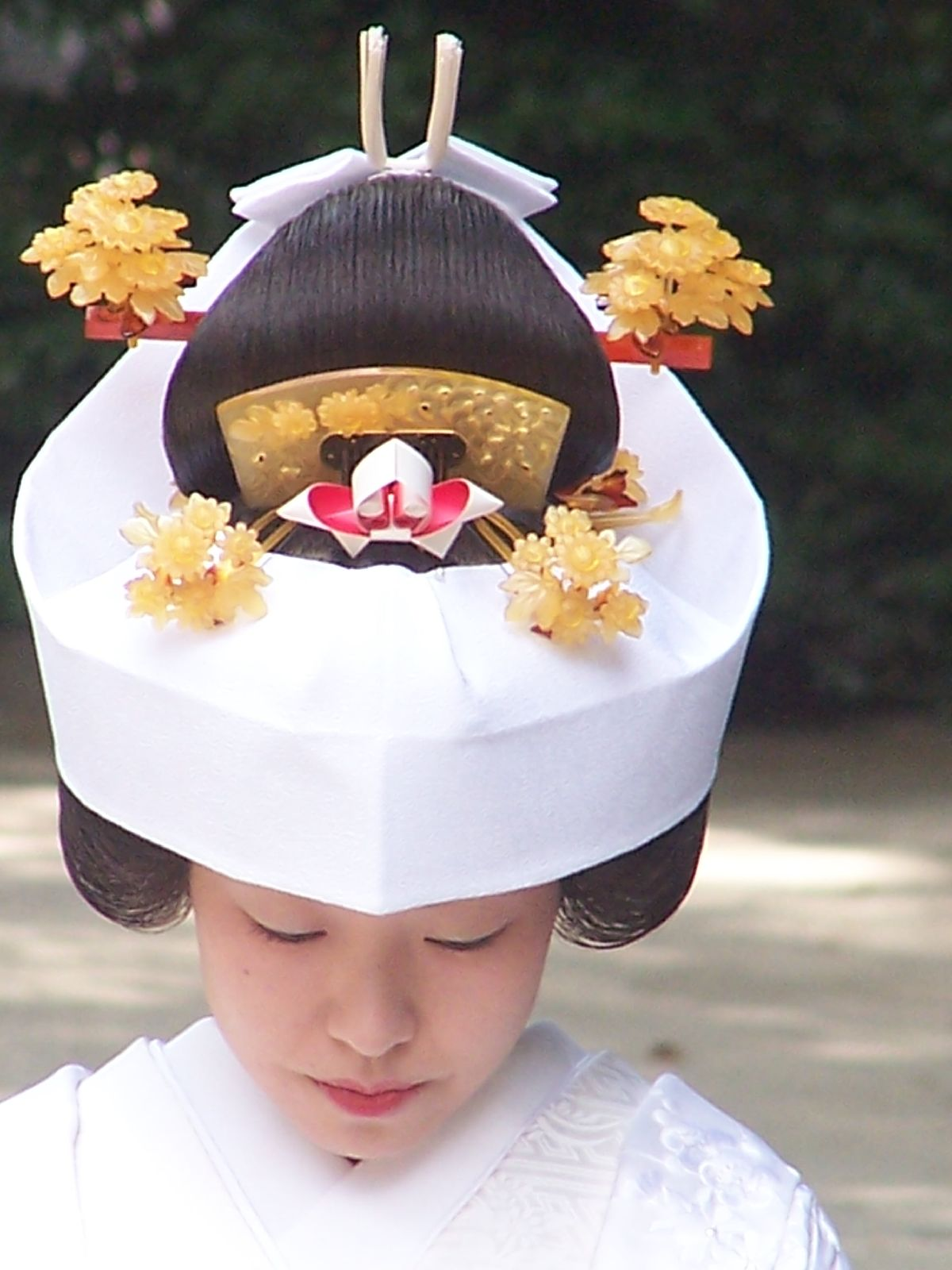
花嫁の文金高島田（2005年・明治神宮）